# Sōta Fujii
Pour les articles homonymes, voir Fujii.
Sōta Fujii (藤井 聡太, Fujii Sōta), né le 19 juillet 2002, à Seto, au Japon, est un joueur professionnel japonais de shōgi. Il détient le record du plus jeune joueur à obtenir le titre de professionnel, du plus jeune à remporter un tournoi professionnel, et du plus grand nombre de victoires consécutives en partie officielle à compter de l'obtention du titre de professionnel. En juin 2023, après sa victoire au tournoi Meijin, il devient le deuxième joueur (après Yoshiharu Habu en 1996) à détenir simultanément sept titres majeurs de shogi. En octobre 2023, il remporte le tournoi Oza en battant Takuya Nagase et devient le premier joueur à détenir en même temps les huit titres majeurs du circuit professionnel de shogi.

## Biographie

### Premières années
Sōta Fujii apprend à jouer au shōgi à l'âge de cinq ans en jouant avec son grand-père. Ayant vite progressé, il prend des cours au sein d'une école de shogi et participe à des tournois scolaires. Il participe à cette époque à une partie simultanée contre Kōji Tanigawa, et rencontre son futur professeur à la fédération japonaise de shōgi, Masataka Sugimoto (en),.

### Carrière au shogi

#### Formation
Fujii intègre le centre de formation de la fédération japonaise à l'âge de dix ans et devient à l'âge de treize ans et deux mois le plus jeune joueur de shogi à obtenir le grade de 3e dan. Il participe de ce fait à la ligue des 3-dan, dont les premiers obtiennent le titre de professionnel. Il remporte la ligue en 2017 avec treize victoires et cinq défaites,. C'est le huitième joueur depuis 1987 à devenir professionnel dès sa première participation à la ligue.

#### Concours de solutionnisme
Sota Fujii est également solutionniste de tsume shogi; il est le premier joueur, amateur ou professionnel, à remporter 5 éditions consécutives du Tsume shogi Kaito Senshuken (ja) dont la première à l'âge de 12 ans,.

#### Carrière professionnelle
Fujii dispute et remporte sa première partie officielle le 24 décembre 2016 contre Hifumi Katō, le doyen des professionnels en activité,. Jusqu'au 26 juin 2017 il remporte 28 parties consécutivement après cette première victoire, ce qui constitue un record,,,,,,,,.

## Palmarès

### Titres majeurs
En remportant sa première finale en 2020, Sota Fujii devient le plus jeune vainqueur d'un titre majeur. En 2023, il bat Masayuki Toyoshima et se qualifie pour sa première finale du tournoi Oza face à Takuya Nagase qu'il bat 3 à 1. Il devient le premier joueur à remporter les huit titres majeurs. Il a remporté tous les (huit) titres majeurs d'avril 2023 à mars 2024 et a réalisé une série 22 matchs sans défaites pour un titre majeur de 2020 jusqu'en mai 2024. La série de victoires dans les finales de tournois majeurs est arrêtée lors du tournoi Eio 2023-2024.
| Titre  | Victoires         | Victoires         | Finales perdues |
| ------ | ----------------- | ----------------- | --------------- |
| Meijin | 2023-2025         | 3                 |                 |
| Eiō    | 2021 – 2023       | 3                 | 2024            |
| Kisei  | 2020 – 2025       | 6                 |                 |
| Ōi     | 2020 – 2024       | 5                 |                 |
| Oza    | 2023 – 2024       | 2                 |                 |
| Ryūō   | 2021 – 2024       | 4                 |                 |
| Osho   | 2021 – 2024       | 4                 |                 |
| Kio    | 2022 – 2024       | 3                 |                 |
| Total  | 30 titres majeurs | 30 titres majeurs |                 |

### Tournois secondaires
Sota Fujii a remporté 10 tournois secondaires :  la coupe Asahi (quatre fois), le  Shinjin-Ō en 2018, le Ginga-sen (deux fois), la coupe NHK (en 2022) et les Nihon Shogi series (coupe JT, 2 fois).
| Tournoi                   | Victoires             | Victoires | Finales perdues |
| ------------------------- | --------------------- | --------- | --------------- |
| Coupe NHK                 | 2022                  | 1         | 2023            |
| Coupe JT (tournoi rapide) | 2022-2023             | 2         | 2021            |
| Coupe Asahi               | 2017-2018, 2020, 2022 | 4         | 2023            |
| Ginga-sen                 | 2020, 2022            | 2         | 2023, 2024      |
| Shinjin-Ō                 | 2018                  | 1         |                 |

### Parties commentées
- (en) [vidéo] iDreamofShogi, « Fujii Finds Mate in 39 (41? 37?) in Game 1 of Meijin-sen vs Nagase », sur YouTube, 10 avril 2025.